# 1. Damen-Basketball-Bundesliga 1995/96
Die 1. Damen-Basketball-Bundesliga 1995/96 war die 25. Spielzeit der höchsten deutschen Spielklasse im Basketball der Frauen. Deutscher Meister wurde der Titelverteidiger Barmer TV 1846 Wuppertal, der sich im Play-off-Finale gegen die SG dolobene Aschaffenburg-Mainhausen durchsetzen konnte. Da Wuppertal bereits als Titelverteidiger an der Euroleague Women 1996/97 zur Teilnahme berechtigt war, qualifizierte sich der Finalist aus Aschaffenburg ebenfalls für die Euroleague.

## Endstände

### Hauptrunde
Die Hauptrunde der Saison 1995/96 wurde zwischen September 1995 und Februar 1996 ausgetragen. Die acht besten Mannschaften qualifizierten sich für die anschließend stattfindenden Play-offs, die Mannschaften auf den Plätzen neun bis elf nahmen an einer Abstiegsrunde teil.
| Pl. | Verein                               | S  | N  | Körbe     | Punkte | Direkter Vergleich                                |
| --- | ------------------------------------ | -- | -- | --------- | ------ | ------------------------------------------------- |
| 1. | Barmer TV 1846 Wuppertal (M)         | 20 | 0  | 1888:1195 | 40:00  |                                                   |
| 2. | Wemex/BBC Berlin                     | 17 | 3  | 1616:1322 | 34:60  |                                                   |
| 3. | Osnabrücker SC                       | 10 | 10 | 1377:1413 | 20:20  | 1 Sieg, 129 Punkte                                |
| 4. | MTV Wolfenbüttel                     | 10 | 10 | 1421:1531 | 20:20  | 1 Sieg, 124 Punkte                                |
| 5. | VfL Blue Basket Bochum               | 10 | 10 | 1507:1448 | 20:20  | Niederlage gegen Berlin durch Walkover            |
| 6. | SG dolobene Aschaffenburg-Mainhausen | 9  | 11 | 1340:1436 | 18:22  | 3:1 Siege, gegen Würzburg 1 Sieg, 167 Punkte      |
| 7. | DJK s.Oliver Würzburg (N)            | 9  | 11 | 1506:1661 | 18:22  | 3:1 Siege, gegen Aschaffenburg 1 Sieg, 149 Punkte |
| 8. | Brugmann DJK Don Bosco Bamberg       | 9  | 11 | 1461:1501 | 18:22  | 0:4 Siege                                         |
| 9. | VfL 1860 Marburg                     | 7  | 13 | 1389:1554 | 14:26  | 2:0 Siege                                         |
| 10. | BG Turbinenhalle Oberhausen (N)      | 7  | 13 | 1437:1563 | 14:26  | 0:2 Siege                                         |
| 11. | TV Bensberg                          | 2  | 18 | 1344:1662 | 04:36  |                                                   |
| Platzierungskriterien: 1. Punkte, 2. direkter Vergleich Legende: (M) amtierender Meister, (N) Neuaufsteiger |                                      |    |    |           |        |                                                   |

### Play-offs
Im Finale besiegte der Barmer TV 1846 Wuppertal die SG dolobene Aschaffenburg-Mainhausen im Best-of-Five-Modus.

| Viertelfinale (Best-of-Three) | Viertelfinale (Best-of-Three)  | Viertelfinale (Best-of-Three)        |   |                                      | Halbfinale (Best-of-Five) | Halbfinale (Best-of-Five) | Halbfinale (Best-of-Five) |  |  | Finale (Best-of-Five) | Finale (Best-of-Five) | Finale (Best-of-Five) |
|                               |                                |                                      |   |                                      |                           |                           |                           |  |  |                       |                       |                       |
| 8                             | Brugmann DJK Don Bosco Bamberg | 0                                    |   |                                      |                           |                           |                           |  |  |                       |                       |                       |
| 1                             | Barmer TV 1846 Wuppertal       | 2                                    |   |                                      |                           |                           |                           |  |  |                       |                       |                       |
| 1                             | Barmer TV 1846 Wuppertal       | 2                                    | 1 | Barmer TV 1846 Wuppertal             | 3                         |                           |                           |  |  |                       |                       |                       |
|                               |                                |                                      | 1 | Barmer TV 1846 Wuppertal             | 3                         |                           |                           |  |  |                       |                       |                       |
|                               | 5                              | VfL Blue Basket Bochum               | 0 |                                      |                           |                           |                           |  |  |                       |                       |                       |
| 5                             | 5                              | VfL Blue Basket Bochum               | 0 | VfL Blue Basket Bochum               | 2                         |                           |                           |  |  |                       |                       |                       |
| 5                             |                                |                                      |   | VfL Blue Basket Bochum               | 2                         |                           |                           |  |  |                       |                       |                       |
| 4                             | MTV Wolfenbüttel               | 1                                    |   |                                      |                           |                           |                           |  |  |                       |                       |                       |
| 4                             | MTV Wolfenbüttel               | 1                                    | 1 | Barmer TV 1846 Wuppertal             | 3                         |                           |                           |  |  |                       |                       |                       |
|                               |                                |                                      |   | Barmer TV 1846 Wuppertal             | 3                         |                           |                           |  |  |                       |                       |                       |
|                               | 6                              | SG dolobene Aschaffenburg-Mainhausen | x |                                      |                           |                           |                           |  |  |                       |                       |                       |
| 7                             | 6                              | SG dolobene Aschaffenburg-Mainhausen | x | DJK s.Oliver Würzburg                | 0                         |                           |                           |  |  |                       |                       |                       |
| 7                             |                                |                                      |   | DJK s.Oliver Würzburg                | 0                         |                           |                           |  |  |                       |                       |                       |
| 2                             | Wemex/BBC Berlin               | 2                                    |   |                                      |                           |                           |                           |  |  |                       |                       |                       |
| 2                             | Wemex/BBC Berlin               | 2                                    | 2 | Wemex/BBC Berlin                     | 0                         |                           |                           |  |  |                       |                       |                       |
|                               |                                |                                      | 2 | Wemex/BBC Berlin                     | 0                         |                           |                           |  |  |                       |                       |                       |
|                               | 6                              | SG dolobene Aschaffenburg-Mainhausen | 3 |                                      |                           |                           |                           |  |  |                       |                       |                       |
| 6                             | 6                              | SG dolobene Aschaffenburg-Mainhausen | 3 | SG dolobene Aschaffenburg-Mainhausen | 2                         |                           |                           |  |  |                       |                       |                       |
| 6                             |                                |                                      |   | SG dolobene Aschaffenburg-Mainhausen | 2                         |                           |                           |  |  |                       |                       |                       |
| 3                             | Osnabrücker SC                 | 1                                    |   |                                      |                           |                           |                           |  |  |                       |                       |                       |

### Abstiegsrunde
Die Ergebnisse aus der Hauptrunde wurden übernommen, die Mannschaft auf dem 11. Platz musste nach Saisonende aus der 1. Damen-Basketball-Bundesliga absteigen.
| Pl. | Verein                      | S  | N  | Körbe     | Punkte | Direkter Vergleich |
| --- | --------------------------- | -- | -- | --------- | ------ | ------------------ |
| 9.  | VfL 1860 Marburg            | 10 | 14 | 1743:1846 | 20:28  |                    |
| 10. | BG Turbinenhalle Oberhausen | 9  | 15 | 1766:1920 | 18:30  |                    |
| 11. | TV Bensberg                 | 3  | 21 | 1651:2003 | 06:42  |                    |

### Statistiken
Erfolgreichste Korbjägerinnen
| Pl. | Spielerin        | Verein                         | Sp. | Punkte | ⌀     |
| --- | ---------------- | ------------------------------ | --- | ------ | ----- |
| 1. | Anja Bordt       | DJK s.Oliver Würzburg          | 20  | 479    | 23,95 |
| 2. | Jackie Moore     | TV Bensberg                    | 17  | 388    | 22,82 |
| 3. | Kirsten Cummings | Osnabrücker SC                 | 20  | 447    | 22,35 |
| 4. | Kristy Ryan      | VfL 1860 Marburg               | 20  | 443    | 22,15 |
| 5. | Sandy Brondello  | Barmer TV 1846 Wuppertal       | 20  | 407    | 20,35 |
| 6. | Shawna Molcak    | Brugmann DJK Don Bosco Bamberg | 20  | 404    | 20,20 |
| 7. | Marlies Askamp   | Barmer TV 1846 Wuppertal       | 20  | 392    | 19,60 |
| 8. | Irina Minch      | VfL Blue Basket Bochum         | 19  | 366    | 19,26 |
| 9. | Vanda Baranović  | MTV Wolfenbüttel               | 20  | 365    | 18,25 |
| 9. | Michelle Hendry  | VfL 1860 Marburg               | 20  | 365    | 18,25 |
| Stand: nach Ende der Hauptrunde; Berücksichtigung finden alle Spielerinnen mit mindestens 11 Einsätzen |                  |                                |     |        |       |

Führende der Spielerinnen-Statistiken
| Kategorie             | Spiel                                                                          | Spiel | Saison                                        | Saison |
| --------------------- | ------------------------------------------------------------------------------ | ----- | --------------------------------------------- | ------ |
| Punkte                | Jackie Moore (TV Bensberg)                                                     | 41    | Anja Bordt (DJK s.Oliver Würzburg)            | 479    |
| Dreier                | Irina Minch (VfL Blue Basket Bochum)                                           | 8     | Irina Minch (VfL Blue Basket Bochum)          | 46     |
| Rebounds              | Kristy Ryan (VfL 1860 Marburg)                                                 | 23    | Kristy Ryan (VfL 1860 Marburg)                | 264    |
| Assists               | Irina Minch (VfL Blue Basket Bochum)                                           | 10    | Michelle Timms (Barmer TV 1846 Wuppertal)     | 86     |
| Steals                | Mirjana Kovco (MTV Wolfenbüttel), Gabriela Mrohs (VfL Blue Basket Bochum)      | 10    | Martina Kehrenberg (Barmer TV 1846 Wuppertal) | 79     |
| Verwandelte Freiwürfe | Shawna Molcak (Brugmann DJK Don Bosco Bamberg), Kristy Ryan (VfL 1860 Marburg) | 16    | Kristy Ryan (VfL 1860 Marburg)                | 157    |